# Alfred Meißner

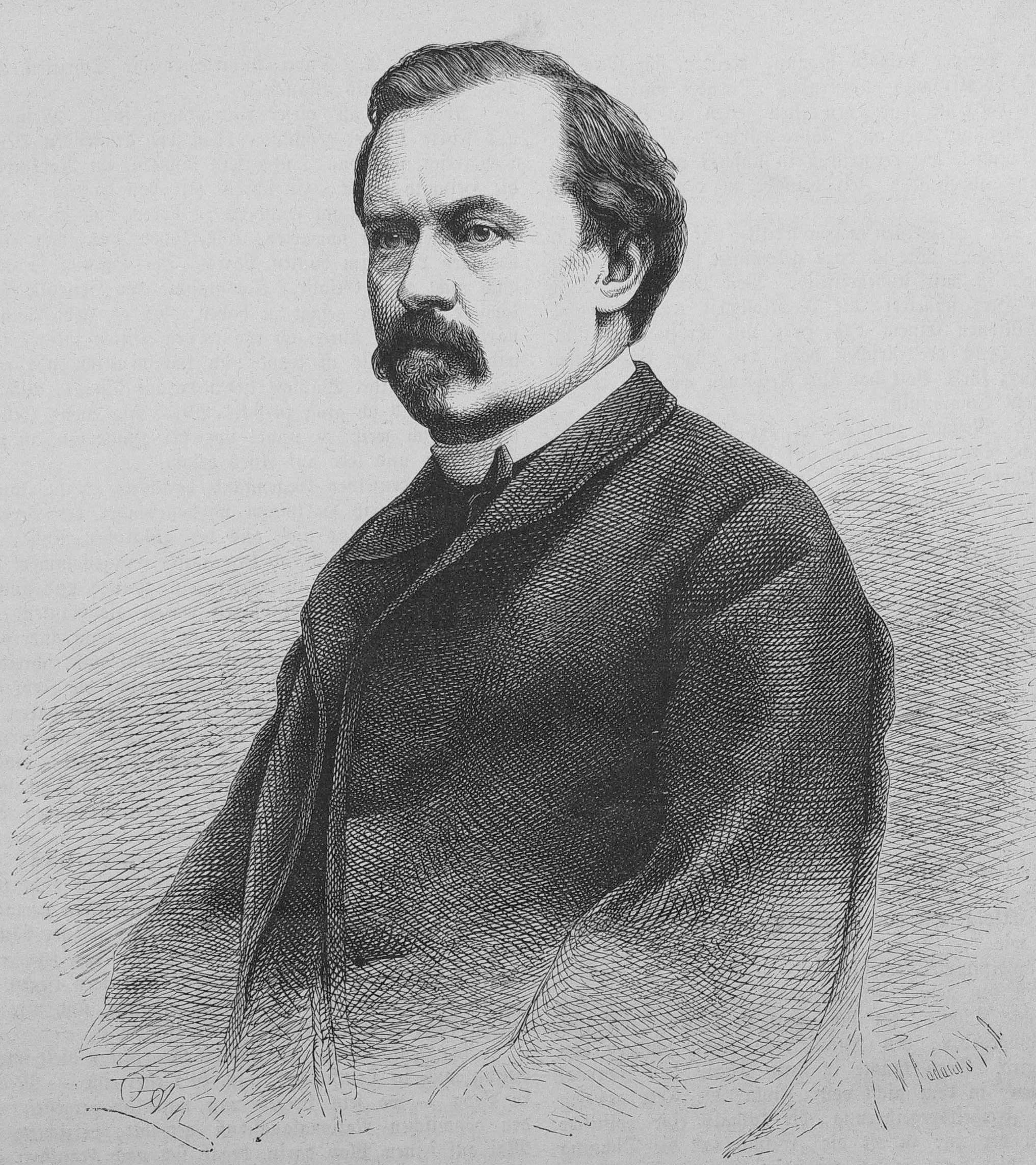
Alfred Meißner, 1867 („Grafik von Adolf Neumann“)

Alfred von Meißner (* 15. Oktober 1821 in Teplitz, Kaisertum Österreich; † 29. Mai 1885 in Bregenz, Österreich-Ungarn) war ein deutsch-böhmischer Schriftsteller.

## Leben
Meißners Eltern waren der Teplitzer und später Karlsbader Badearzt Eduard Meißner (1785–1868) und Karolina geb. May aus Invermay in Schottland. Sein  Großvater väterlicherseits war der Schriftsteller August Gottlieb Meißner.
Alfred Meißner verbrachte seine Kindheit in Teplitz und besuchte ab 1835 das Gymnasium im Palais Goltz-Kinsky in der Prager Altstadt. Ab 1840 studierte er Medizin an der Karls-Universität Prag, wo er Kontakt zu literarischen Kreisen fand. Am 2. Juli 1846 wurde er zum Dr. med. promoviert.
Als Student freundete er sich mit den liberalen, gegen die restaurative Politik des österreichischen Staatskanzlers Metternich opponierenden Autoren Max Schlesinger, Leopold Kompert, Isidor Heller, Moritz Hartmann und Siegfried Kapper an, die analog zur Bezeichnung „Junges Deutschland“ als „Junges Böhmen“ in die Literaturgeschichte eingingen. Nach dem Medizinstudium wirkte Meißner kurz als Prager Spitalarzt, beschloss dann jedoch, als freier Schriftsteller zu leben. 1846 ging er nach Leipzig, wo sich wegen der weniger strengen Zensurverhältnisse auch einige andere österreichische Emigranten niederließen. 
Von Leipzig aus besuchte Alfred Meißner mehrfach Dresden, wo er Robert Schumann, Richard Wagner und Karl Gutzkow kennenlernte. Mit letzterem war er zeitlebens befreundet. 1847 reiste er für zehn Monate nach Paris. Hier stand er in Verbindung mit Heinrich Heine. Im Revolutionsjahr 1848 lebte Meißner in Frankfurt am Main, besuchte die Versammlungen der Frankfurter Paulskirche und hatte Verbindung zu Abgeordneten, vor allem aus dem linksliberalen Lager. 1849 reiste er erneut nach Paris und 1850 nach London, anschließend lebte er wieder in Prag.

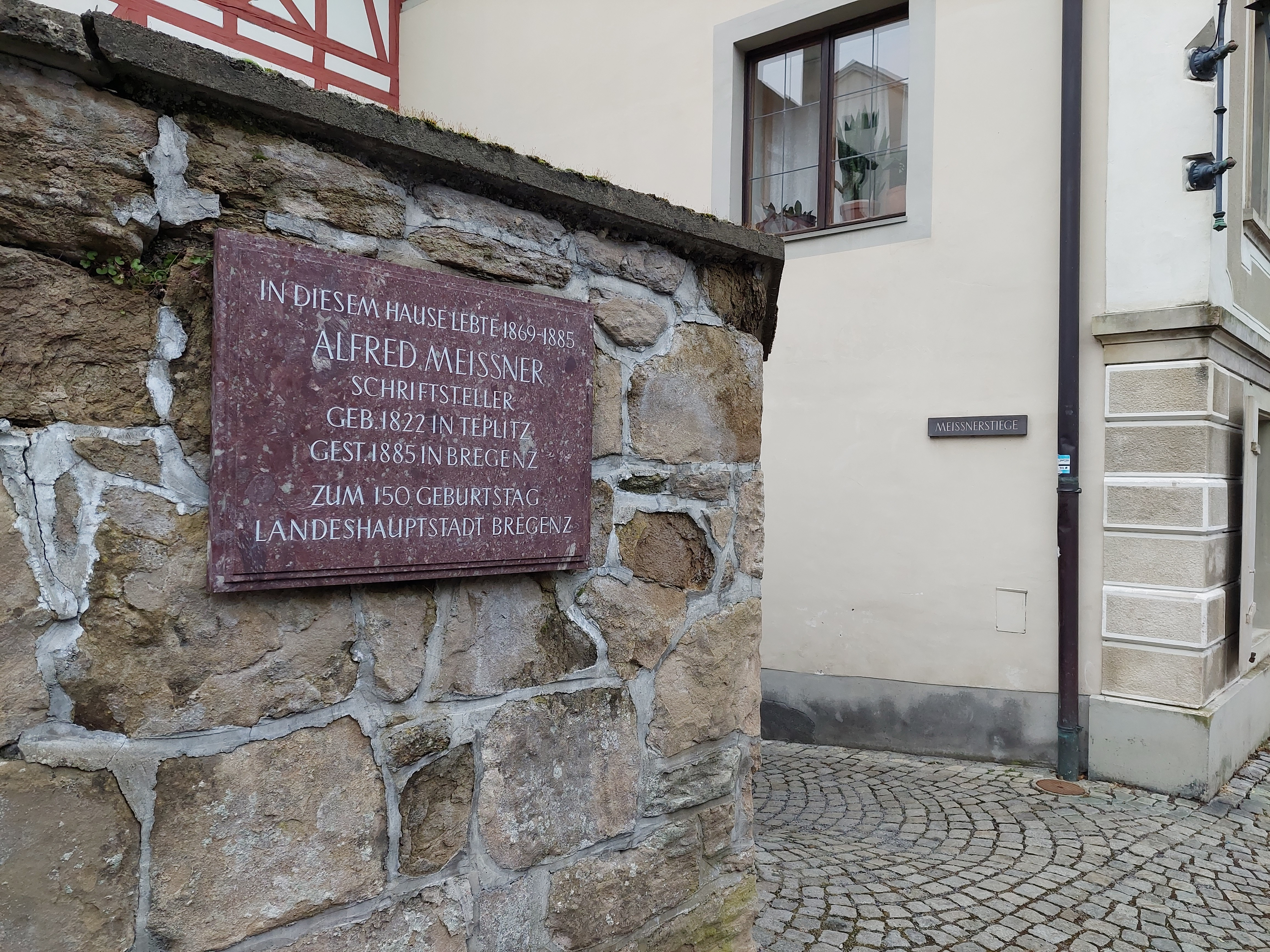
Gedenktafel und Meißnerstiege in Bregenz

Nach dem Tod seines vermögenden Vaters 1868 erwarb Meißner 1869 in Bregenz ein Haus, in dem er bis zu seinem Tod 1885 lebte. 1869 vermählte er sich mit Marie Begg († 1878), einer Tochter des Majors Franz Begg (Beck) von Abansberg und der Fanny Kayser. 1884 erhielt er durch den bayerischen König Ludwig II. den Bayerischen Maximiliansorden für Wissenschaft und Kunst; im selben Jahr wurde er in den bayerischen Adelstand erhoben.
Als heimlicher Mitautor vieler seiner größeren Romane seit den 1850er-Jahren gilt der von Meißner geförderte Schriftsteller Franz Hedrich. Hedrich erpresste Meißner 1884/85 mit der Drohung, seine Co-Autorenschaft öffentlich zu machen. Als Hedrich immer neue Geldforderungen stellte, nahm sich Alfred von Meißner das Leben. Er verletzte sich lebensgefährlich mit einem Messer und starb nach einigen Tagen an einer Sepsis. Sein Schwager Robert von Bayer wurde als Nachlassverwalter bestellt.

## Gedenken
Anlässlich des 150. Geburtstags von Alfred Meißner ließ die Landeshauptstadt Bregenz im Jahr 2019 an der Mauer vor seinem ehemaligen Wohnhaus eine Gedenktafel anbringen. Direkt neben dem Haus führt die nach ihm benannte Meißnerstiege, eine steile Treppenanlage, von der historischen Oberstadt hinunter in die Innenstadt.

## Werke (Auswahl)
- Gedichte. Reclam, Leipzig 1845.
- Zizka. Epos. Herbig, Leipzig 1846.
- Der Freiherr von Hostiwin. 2 Bände. Gerzabek, Prag 1855. Später Die Sansara. 2 Bände. Herbig, Leipzig 1858.
- Revolutionäre Studien aus Paris. 2 Bde. Literarische Anst., Frankfurt a. M. 1849.
- Der Pfarrer von Grafenried. Eine deutsche Lebensgeschichte. Hoffmann u. Campe, Hamburg 1855.
- Heinrich Heine. Erinnerungen. Hoffmann u. Campe, Hamburg 1858.
- Dramatische Werke. 3 Bde. Herbig, Leipzig 1857–1859.
- Die Sansara. Roman in vier Bänden. Herbig, Leipzig 1858.
- Durch Sardinien. Bilder von Festland und Insel. Herbig, Leipzig 1859.
- Zur Ehre Gottes. 2 Bände. Grunow, Leipzig 1860
- Neuer Adel. 2 Bände. Grunow, Leipzig 1861
- Schwarzgelb. Roman aus Österreichs letzten zwölf Jahren. 4 Abteilungen, 8 Bde. Janke, Berlin 1862–1864.
- Gesammelte Schriften. 18 Bde. Grunow, Leipzig: 1871–1875.
- Norbert Norson. Leben und Lieben in Rom. 1810–1811. Schmidt, Zürich 1883.
- Geschichte meines Lebens. 2 Bde. Prochaska, Teschen/Wien 1884.
- Mosaik. Eine Nachlese zu den gesammelten Werken. 2 Bände. Paetel, Berlin 1886.
- Erinnerungen und Briefe.  Mit zahlreichen, bisher ungedruckten Briefen Alfred Meißners. Von Fedor Wehl. Ottmann, Leipzig 1892.
- Der Müller vom Höft. In: Deutscher Novellenschatz. Hrsg. von Paul Heyse und Hermann Kurz. Bd. 6. 2. Aufl. Berlin, [1910], S. 177–274. In: Weitin, Thomas (Hrsg.): Volldigitalisiertes Korpus. Der Deutsche Novellenschatz. Darmstadt/Konstanz, 2016. (Digitalisat und Volltext im Deutschen Textarchiv)
- Ich traf auch Heine in Paris. Unter Künstlern u. Revolutionären in den Metropolen Europas. Hrsg. von Rolf Weber. Berlin: Der Morgen 1973. (2. Aufl. 1982. - Gekürzte Fassung von Geschichte meines Lebens.)

### Zur Kontroverse Alfred von Meißner – Franz Hedrích
- Robert Byr: Die Antwort Alfred Meißner’s. Commissions-Verlag, München 1889.
- Franz Hedrich: Alfred Meissner – Franz Hedrich. Replik. Danz, Leipzig 1889.
- Franz Hedrich: Alfred Meißner – Franz Hedrich. Geschichte ihres literarischen Verhältnisses auf Grundlage der Briefe, die Alfred Meißner seit dem Jahre 1854 bis zu seinem Tode 1885 an Franz Hedrich geschrieben. Janke, Berlin 1890.
- Karl Emil Franzos: Alfred Meißner – Franz Hedrich. I.–V. In: Deutsche Dichtung. Dresden. Bd. 7, 1889/90, S. 141–147, 196–203, 221–228, 271–276, 290–300.